# جيمي دان
جيمي دان (بالإنجليزية: Jimmy Dunn)‏ (21 أغسطس 1897 بسانت لويس في الولايات المتحدة - 6 مارس 1987 بسانت لويس في الولايات المتحدة) هو لاعب كرة قدم أمريكي في مركز الهجوم. لعب مع بين ميلرز.